# Roque Martín Merino
Roque Martín Merino (1726, Fuentes de Nava - 6 de noviembre de 1794, Teruel) fue un eclesiástico español, obispo de Teruel y miembro del Consejo Real. 

## Biografía
Nació en la localidad terracampina de Fuentes de Don Bermudo (actual Fuentes de Nava), una de las Cinco Villas de la Laguna de Nava. Fue hermano del bachiller Manuel Martín Merino, fiscal de la Real Audiencia de México y de Guadalajara en la Nueva España, así como del doctor Lope Martín Merino, presidente de la Congregación de Clérigos Seculares Misioneros del Salvador del Mundo, posiblemente relacionados con Felipe Martín Ovejero, obispo de Oviedo, originario de la localidad vecina de Villamartín. 
Fue colegial del Colegio Mayor de Oviedo en la Universidad de Salamanca. Tras ser ordenado sacerdote, obtuvo la plaza de canónigo doctoral de la catedral de Coria, y luego canónigo y capellán mayor de la catedral primada de Toledo. En 1777 pronunció su célebre "sermón panegírico" por la festividad de santo Toribio de Mogrovejo impreso en Madrid por Joaquín Ibarra. Restituyó el antiguo rito mozárabe de Toledo por instrucciones del cardenal Lorenzana, bajo cuyo primado promovió la beatificación de la monja mercedaria Mariana de Jesús, así como la exhumación de san Miguel de los Santos.
El 14 de noviembre de 1780 recibió el nombramiento de obispo de Teruel, por fallecimiento de Francisco Rodríguez Chico, siendo ordenado el 18 de febrero de 1781 por el cardenal Lorenzana, arzobispo primado de España. Tomó posesión de la sede el 1 de abril del mismo año. En 1787 sufrió un accidente que lo dejó paralítico del lado izquierdo, salvándose sólo la cabeza, situación en la que permaneció el resto de su vida. En 1788 mandó construir a sus expensas las salas de cirugía y oficinas del Hospital de la Asunción, así como el cementerio adjunto. Una de las obras más celebradas de su episcopado fue la fundación de 11 escuelas para niños y 53 para niñas en los pueblos de la diócesis.
Falleció el 6 de noviembre de 1794, siendo enterrado en la catedral de Teruel. Fue sucedido en la sede episcopal por Félix Rico.